# Češka reprezentacija u hokeju na ledu
Češka reprezentacija u hokeju na ledu predstavlja državu Češka u športu hokeju na ledu.
Krovna organizacija:

## Uspjesi
- olimpijske igre:
  - prvaci: 1998.
  - doprvaci:
  - treći: 1992.